# Sternobrithes tumidus
Sternobrithes tumidus är en tvåvingeart som beskrevs av Friedrich Hermann Loew 1857. Sternobrithes tumidus ingår i släktet Sternobrithes och familjen vapenflugor. Inga underarter finns listade i Catalogue of Life.